# The Creepers
The Creepers fue un grupo inglés de rock formado en Mánchester en 1982, inicialmente llamado Marc Riley & The Creepers. Después de ser expulsado de The Fall por Mark E. Smith, Marc Riley formó su propia compañía discográfica, In-Tape, con Jim Khambatta y su banda. A su primer sencillo, "Favourite sister", le siguió "Jumper clown", que se burlaba del líder de su anterior banda. Participaron en el programa de John Peel en 1984, el mismo año en que lanzaron Gross out, su primer álbum. En 1985 lanzaron su segundo álbum, Fancy meeting God, así como el directo Warts 'n' all a final de año.
Entonces Riley reclutó al ex-componente de The Membranes, Mark Tilton, y a Phil Roberts, del grupo Shrubs, y continuaron con el nombre de The Creepers. Con un sonido más sofisticado, el primer lanzamiento bajo este nuevo nombre fue una versión del "Baby's on fire" de Brian Eno con el álbum Miserable sinners. Después de firmar con Red Rhino, el siguiente sencillo fue "Brute", y el siguiente álbum que sacaron fue Rock 'n' roll liquorice flavour, en 1987 y 1988, respectivamente. En 1989 lanzaron Sleeper: A retrospective.
Poco después la banda pasó a llamarse The Lost Soul Crusaders, antes de disolverse.

## Discografía

### Sencillos
Marc Riley and The Creepers
- "Favourite sister" (Jul 1983, In-Tape, IT001 [7"])
- "Jumper clown" (Oct 1983, In-Tape, IT002 [7"])
- "Creeping at Maida Vale" (Feb 1984, In-Tape, IT004 [7"])
- "Pollystiffs" (May 1984, IT006, In-Tape, IT006 [7"])
- "Shadow figure" (Sep 1984, In-Tape, IT009 [12"])
- "4 a's from Maida Vale" (Oct 1985, In-Tape, IT025 [2 x 7"]/ITT025 [12"])

The Creepers
- "Baby's on fire" (May 1986, In-Tape, IT033 [7"]/ITT033 [12"])
- "Brute" (Jun 1987, Red Rhino, RED079 [7"]/REDT079 [12"])

### Álbumes
Marc Riley and The Creepers
- Cull (Abr 1984, In-Tape, IT005 [LP])
- Gross Oout (Jun 1984, In-Tape, IT007 [LP])
- Fancy meeting God (Mar 1985, In-Tape, IT015 [LP])
- Live - warts 'n' all (Nov 1985, In-Tape, IT026 [LP])

The Creepers
- Miserable sinners (Nov 1986, In-Tape, IT039 [LP]/IT039C [C])
- Rock 'n' roll liquorice flavour (Ene 1988, Red Rhino, REDLP082 [LP]/REDC082 [C]/REDCD082 [CD])
- Sleeper: A retrospective (1989, Bleed Records, DRY001 [doble LP])